# Paul Deligny
Paul Deligny est un architecte français. Il est l’auteur de villas balnéaires et d'hôtels de La Baule dans les années 1910 et 1920.

## Biographie
Paul Deligny est l’auteur de nombreuses villas balnéaires de La Baule dans les années 1910 et 1920. On lui doit en particulier les projets :
- la villa Alex Armelle (vers 1913[1]) ;
- la villa Freddy (vers 1913[2]) ;
- la villa La Galerie (vers 1914[3]) ;
- la villa Georama (vers 1925[4]) ;
- la villa Les Géraniums (1925[5]) ;
- la villa Les Gitanes (1914[6]) ;
- la villa Odette (vers 1921[7]) ;
- la villa L'Oiseau Bleu (1927[8]) ;
- l'hôtel Pavillons des Fleurs (remaniement en 1927 d'un hôtel construit vers 1900[9]) ;
- l'hôtel Riviera (reprise vers 1925 d'un bâtiement construit vers 1900[10]) ;
- l'hôtel La Roseraie (en 1914[11]) ;
- la villa Saint-Irénée (vers 1913[12]) ;
- la villa Soledad (1927[13]) ;
- la maison dite Villa Thais (vers 1921[14]).

Il conçoit également, en 1912, l’immeuble Le Logis d'Armor au Croisic.